# Lars Fresk (violinist)
Lars Bertil Fresk, ursprungligen Larsson, född 11 juni 1942 i Sikås i Hammerdals församling i Jämtland, död 24 augusti 2023 i Sikås i Hammerdals distrikt, var en svensk violinist, känd som ledare för Freskkvartetten.

## Biografi
Lars Fresk var son till Nils Larsson (1906–1986) och Ingeborg, född Olsson (1913–2010). Familjen bodde i byn Sikås i Hammerdals landskommun, numera Strömsunds kommun, och antog efternamnet Fresk i slutet av 1950-talet.
Fresk tillhörde en familj med folkmusikaliska traditioner och fick undervisning på sitt instrument från sjuårsåldern. Han studerade vid  Kungliga Musikhögskolan i Stockholm och var därefter anställd vid Sveriges radios symfoniorkester 1964–1968.
Under studietiden och sedan under tjänsten som orkestermusiker ägnade sig Fresk tillsammans med kamrater åt stråkkvartettspel, något som vid denna tid inte ingick i musikhögskolans studieplan. Deras verksamhet uppmärksammades och ledde till att kvartetten anställdes av Rikskonserter från 1967. I anställningen ingick ett första år med studier tillsammans vid konservatoriet i Bryssel. Under tiden vid Rikskonserter, som varade till 1973, turnerade kvartetten flitigt i hela Sverige "mellan Aborrträsk och Öxnered". Den fortsatte därefter som frilans och spelade då  regelbundet utomlands, inte minst i Nordamerika. Freskkvartetten avslutade sin verksamhet 1994 och Lars Fresk bodde sedan 2001 åter i sin hemby Sikås.
Lars Fresk var sommarvärd i Sveriges Radio  1983 och 1985.

## Priser och utmärkelser

### Individuella utmärkelser
- 1982 – Hugo Alfvénpriset
- 1984 – Ledamot nummer 854 av Kungliga Musikaliska Akademien[9]
- 1991 – Litteris et Artibus

### Tillsammans med Freskkvartetten
- 1978 – Spelmannen